# Municipio de Saugatuck
El municipio de Saugatuck (en inglés: Saugatuck Township) es un municipio ubicado en el condado de Allegan en el estado estadounidense de Míchigan. En el año 2010 tenía una población de 2.944 habitantes y una densidad poblacional de 43,42 personas por km².

## Geografía
El municipio de Saugatuck se encuentra ubicado en las coordenadas 42°37′46.09″N 86°10′49.13″O / 42.6294694, -86.1803139. Según la Oficina del Censo de los Estados Unidos, el municipio tiene una superficie total de 67,8 km² (26,2 mi²), de la cual 65,4 km² (25,3 mi²) corresponden a tierra firme y 2,4 km² (0,9 mi²) (3.55%) es agua.

## Demografía
En el 2000 la renta per cápita promedia del hogar era de $43.771, y el ingreso promedio para una familia era de $49.600. El ingreso per cápita para la localidad era de $30.056. En 2000 los hombres tenían un ingreso per cápita de $37.845 contra $30.543 para las mujeres. Alrededor del 7.90% de la población estaba bajo el umbral de pobreza nacional.